# 25. Infanterie-Division (Wehrmacht)
Die 25. Infanterie-Division war ein Großverband des Heeres der deutschen Wehrmacht. Später wurde sie in 25. Infanterie-Division (mot.) und danach in 25. Panzergrenadier-Division umgegliedert.

## Geschichte

### Aufstellung
Die 25. Infanterie-Division (ID) wurde am 1. April 1936 in Ludwigsburg, im Wehrkreis V (Stuttgart), aufgestellt. Am 26. August 1939 wurde die Division mobilgemacht und zur Grenzsicherung in die Saarpfalz verlegt.

### Westwall
Während des Angriffs auf Polen verblieb der Verband als Sicherungsdivision im Westwall.
Im Dezember 1939 wurde die Division als Reserve nach Neustadt zurückgezogen. Im Februar 1940 wurden der Stab des Infanterie-Regiments 119 und das II. Bataillon des Infanterie-Regiments 35 an die 293. Infanterie-Division abgegeben.

### Westfeldzug
Zu Beginn des Westfeldzuges war die Division Armee-Reserve der 12. Armee und marschierte durch die Eifel und die Ardennen. Am 14. Mai wurde die Division in die Front geschoben und rückte zur Aisne zwischen Compiègne und Reims vor. Mit Beginn der Schlacht um Frankreich, des zweiten Feldzugabschnitts, erzwang die Division den Aisne-Übergang, nahm an der Erstürmung von Laon und Chemin des Dames teil und marschierte dann bis zur Seine, die bei Romilly überschritten wurde. Anschließend marschierte die Division über die Loire bis nach Bourges. Dort verblieb sie einige Wochen als Besatzungstruppe und kehrte dann in ihre Heimatgarnisonen zurück.

## 25. Infanterie-Division (mot.)
Am 15. November 1940 wurde die Division motorisiert und danach als 25. Infanterie-Division (mot.) bezeichnet. Dabei wurden das Infanterie-Regiment 13 als Gebirgsjäger-Regiment 13 und die I. Abteilung des Artillerie-Regiments 25 als I. Abteilung des Gebirgs-Artillerie-Regiments 94 zur 4. Gebirgs-Division abgegeben und die I. Abteilung des Artillerie-Regiments 61 aufgelöst. Außerdem erhielt die Division das Kradschützen-Bataillon 25. Diese Umbildung war am 15. März 1941 abgeschlossen.

### Unternehmen Barbarossa
Ab dem 22. Juni 1941 nahm die Division im Verband der Panzergruppe 1 am Angriff auf die Sowjetunion teil. Das übergeordnete III. Armeekorps (mot.) stieß aus dem Raum Lublin über den Bug auf Luzk und Rowno (Panzerschlacht bei Dubno-Luzk-Riwne) vor.

### Stalinlinie
Bei Zwiahel am Slutsch durchbrach die Division am 7. Juli die Stalinlinie und rückte über Shitomir auf Kiew vor. Nach der Schließung des Kessels von Uman nahm die Division an der Schlacht um Kiew teil. Von September bis November stieß die Division auf Sumy und dann auf Orel vor und trat dann zum Angriff auf Tula an. Im Dezember 1941 musste sich die Division kämpfend auf die Flüsse Suscha und Oka zurückziehen, wo sie bis Juli 1942 Abwehr- und Stellungskämpfe zu bestehen hatte.

### Sommeroffensive 1942
Im August 1942 nahm die Division an der Offensive über Bolchow auf Uljanowo teil und wurde dann bis Jahresende zu Stellungskämpfen im Raum Kirejkowo nördlich von Bolchow eingesetzt. Diese Stellungskämpfe setzten sich auch im Jahr 1943 fort.

## 25. Panzergrenadier-Division
Am 23. Juni 1943 wurde die Division zur 25. Panzergrenadier-Division umgegliedert. Im Juni 1944 war die Division im Verband der 4. Armee dem XXVII. Armeekorps unterstellt und wurde während der Operation Bagration im Raum Orscha vernichtet. Ihre Reste kamen zur Panzer-Brigade 107.

### Wiederaufstellung 1944
Die Wiederaufstellung der Division erfolgte im Oktober 1944 auf dem Truppenübungsplatz Grafenwöhr und dem Truppenübungsplatz Baumholder.
Ende Januar 1945 wurde die Division der 9. Armee an die Oder im Raum Küstrin-Letschin zugeführt und gegen den sowjetische Oder-Brückenkopfe bei Kienitz und Genschmar angesetzt. Sie führte beim Kampf um Küstrin am 23., 24. und 27. März zusammen mit der 20. Panzergrenadier-Division erfolglose Entsatzangriffe auf Küstrin durch.

### Seelower Höhen
Beim sowjetischen Großangriff an der Oder wurde sie am 17. und 18. April im Verband des CI. Armeekorps bei den Kämpfen um Wriezen eingesetzt um den Durchbruch der sowjetischen 47. und 3. Stoßarmee aufzuhalten. Ende April setzte sich die Division aus dem Brückenkopf von Oranienburg in Richtung Neubrandenburg ab.
Im Verband des XXXXVI. Panzerkorps erfolgten während der Stettin-Rostocker Operation  ein Verzögerungskampf gegen die nachstoßende Rote Armee und der Rückzug nach Schwerin, wo die Division in amerikanische Gefangenschaft ging.

### Einsatzraum
- Polen: September bis Oktober 1939
- Frankreich: Mai bis November 1940
- Deutschland: November 1940 bis Mai 1941
- Ostfront
  - Südabschnitt: Juni bis September 1941
  - Zentralabschnitt: Oktober 1941 bis Juli 1943
  - Zentralabschnitt: Juli 1943 bis Juli 1944
- Frankreich: Oktober 1944 bis Januar 1945
- Ostdeutschland: Januar bis Mai 1945

## Personen
| Dienstzeit                           | Dienstgrad      | Name                   |
| ------------------------------------ | --------------- | ---------------------- |
| 1. April bis 6. Oktober 1936         | Generalmajor    | Hubert Schaller-Kalide |
| 6. Oktober 1936 bis 15. Oktober 1939 | Generalleutnant | Christian Hansen       |
| 15. Oktober 1939 bis 15. Januar 1942 | Generalleutnant | Erich-Heinrich Clößner |
| 15. Januar bis 4. Februar 1942       | Generalmajor    | Sigfrid Henrici        |
| 4. Februar 1942 bis 5. November 1943 | Generalleutnant | Anton Grasser          |
| 5. November 1943 bis 4. März 1944    | Generalmajor    | Fritz Benicke          |
| 4. März 1944 bis 10. Februar 1945    | Generalleutnant | Paul Schürmann         |
| 10. Februar bis 8. Mai 1945          | Generalmajor    | Arnold Burmeister      |

## Auszeichnungen
Insgesamt wurden 29 Angehörige der 25. ID mit dem Ritterkreuz ausgezeichnet und 110 mit dem Deutschen Kreuz in Gold.

## Gliederung
| 25. Infanterie-Division                                                     | 25. Inf.-Div. (mot.)                                                                          | 25. Panzergrenadier-Division                                 |
| --------------------------------------------------------------------------- | --------------------------------------------------------------------------------------------- | ------------------------------------------------------------ |
| - Infanterie-Regiment 13 - Infanterie-Regiment 35 - Infanterie-Regiment 119 | - Infanterie-Regiment 35 (mot) - Infanterie-Regiment 119 (mot)                                | - Panzergrenadier-Regiment 35 - Panzergrenadier-Regiment 119 |
|                                                                             | - Kradschützen-Bataillon 25                                                                   |                                                              |
|                                                                             |                                                                                               | - Panzer-Bataillon 5                                         |
| - Aufklärungs-Abteilung 25                                                  | - Aufklärungs-Abteilung 25 (mot.)                                                             | - Panzeraufklärungs-Bataillon 125                            |
| - Artillerie-Regiment 25                                                    | - Artillerie-Regiment 25 (mot.)                                                               |                                                              |
| - Beobachtungs-Abteilung 25                                                 |                                                                                               |                                                              |
| - Panzerabwehr-Abteilung 25                                                 | - Panzerjäger-Abteilung 25                                                                    | - Panzerjäger-Bataillon 125                                  |
| - Pionier-Bataillon 25                                                      | - Pionier-Bataillon 25 (mot.)                                                                 | - Pionier-Bataillon 25                                       |
| - Nachrichten-Abteilung 25                                                  | - Nachrichten-Abteilung 25 (mot.)                                                             | - Nachrichten-Abteilung 25                                   |
| - Feldersatz-Bataillon 25                                                   | - Feldersatz-Bataillon 25                                                                     |                                                              |
| - Versorgungseinheiten 25                                                   | - Infanterie-Divisions-Nachschubführer 25 (mot.) - Verwaltungsdienste 25 - Sanitätsdienste 25 |                                                              |

## Bekannte Divisionsangehörige
- Heinz Brandt (1907–1944), war Olympiasieger im Springreiten
- Anton Grasser (1891–1976), war ab 18. Mai 1951 der erste Inspekteur des neu gegründeten Bundesgrenzschutzes (BGS; heute Bundespolizei)
- Hellmuth Reinhardt (1900–1989), war ab 1960, als Generalmajor des Heeres der Bundeswehr, Befehlshaber des Wehrbereichs V
- Karl Sievers, von Oktober 1938 bis November 1939 Kommandeur von III/Infanterie-Regiment 119, später Generalleutnant